# Lisa devient Gaga
Lisa devient Gaga (France) ou Lisa vire Gaga (Québec) (Lisa Goes Gaga) est le 22e épisode de la saison 23 de la série télévisée Les Simpson.

## Synopsis
Lady Gaga traverse Springfield en train. Apprenant combien l'estime de soi est faible dans la ville, elle décide de s'y arrêter pour remonter le moral des habitants.
Personne dans la ville n'est plus déprimé que Lisa, qui a été élue l'étudiante la moins populaire par les autres élèves. Elle tente alors d'inverser la situation en postant anonymement des propos élogieux à son sujet sur le blog de l'école, mais Bart découvre son secret et le révèle à tout le monde. Lady Gaga essaye d'aider Lisa, mais cette dernière finit par se mettre en colère contre elle. Cette colère a cependant pour effet de la tirer de sa dépression.
Lisa rattrape Gaga juste avant qu'elle ne quitte la ville pour lui présenter des excuses, après quoi elle chante en duo avec elle. Avec l'aide de Gaga, Lisa et toute la ville comprennent que d'être soi-même est la meilleure solution à leur problème d'estime de soi.

## Réception
Lors de sa première diffusion l'épisode a rassemblé 4,8 millions de téléspectateurs.
L'épisode a été très mal reçu en raison de son caractère inhabituellement laudateur de la vedette invitée cette fois-ci, à la limite de la publicité. Les créateurs semblent d'ailleurs l'avoir anticipé, puisque la voix hors-champ à la fin de l'épisode (qui se conclut sur un suicide grossier de Moe Szyslac) laisse clairement entendre que les évènements relatés ne sont pas officiellement arrivés, ce qui en fait un des rares épisodes hors-continuité en dehors des Spécial Halloween.